# 코마츠 미호 4 ~A thousand feelings~
《코마츠 미호 : A thousand feelings》(일본어: 小松未歩 4 〜A thousand feelings〜 こまつみほ フォー ア サウザンド フィーリングズ[*])는 코마츠 미호의 4번째 음반이다.

## 내용
- 2001년 3월 7일에 밧매.
- 〈당신이 있으니까〉 〈그대의 눈동자에는 비치지 않아〉 〈Love gone〉의 연애 3부작 싱글곡 등을 수록한 4번째 음반이다. “과거의 사랑, 현재의 사랑, 미래의 사랑이 여기에 있습니다.”의 캐치 프레이즈가 취해져있으며, 앞에서 말한 연애 3부작 싱글 발매의 매듭을 짓는 위치에 속한다.
- 오리콘 음반 차트에서는 첫 등장 9위를 기록하고 있다. 이 작품을 마지막으로 싱글 · 음반 모두 오리콘 톱 10위 이내의 랭킹은 없다.
- 누계매상장수는 6.4만장.

## 수록곡
1. 그대의 눈동자에는 보이지 않아(君の瞳には映らない)
  - 작사 · 작곡: 코마츠 미호 ,편곡: 오가 요시노부

11번째 싱글
2. 당신이 있으니까(あなたがいるから)
  - 작사 · 작곡: 코마츠 미호, 편곡: 이케다 다이스케

10번째 싱글
3. at him!
  - 작사 · 작곡: 코마츠 미호, 편곡: 오가 요시노부
4. 그냥 곁에 있고 싶은 걸(ただ傍にいたいの)
  - 작사 · 작곡: 코마츠 미호, 편곡: 오가 요시노부
5. I don't know the truth
  - 작사 · 작곡: 코마츠 미호, 편곡: 오가 요시노부

톤킨하우스 플레이스테이션 2용 게임 소프트웨어 《Missing Blue》 엔딩 테마.
6. Love gone (Album Mix)
  - 작사 · 작곡: 코마츠 미호, 편곡: 오가 요시노부

12번째 싱글. 음반 버전으로 리마스터링을 입혀서 수록하고 있다.
7. 친구 이상으로(ともだち以上)
  - 작사 · 작곡: 코마츠 미호, 편곡: 오가 요시노부
8. regret
  - 작사 · 작곡: 코마츠 미호, 편곡: 오가 요시노부
9. 행복의 형태(幸せのかたち)
  - 작사 · 작곡: 코마츠 미호, 편곡: 오가 요시노부
10. 슬픈 사랑(哀しい恋)
  - 작사 · 작곡: 코마츠 미호, 편곡: 오가 요시노부

10번째 싱글 〈당신이 있으니까〉 수록곡.
11. Hold me tight
  - 작사 · 작곡: 코마츠 미호, 편곡: 오가 요시노부

톤킨하우스 플레이스테이션 2용 게임 소프트웨어 《Missing Blue》 오프닝 테마.

## 같이 보기
- 코마츠 미호
- 오가 요시노부

## lyrics 수록곡
- 슬픈 사랑
- 그냥 곁에 있고 싶은 걸
- I don't know the truth
- regret